# 大渕来珠
大渕 来珠（おおぶち らいじゅ、2003年7月21日 - ）は福岡県出身のプロサッカー選手。ポジションはミッドフィルダー（MF）。

## 来歴

### プロ入り前
サガン鳥栖の下部組織で育ち、中学3年生の時に佐賀県の街クラブであるPLEASURE SCに移籍。
高校からはセレッソ大阪U-18に進んだ。2020年11月、C大阪U-23の一員としてJ3デビューを果たした。
2022年、東福岡高校に転入した。なお、高校選手権でもプレーしていた。

### V・ファーレン長崎
2023年シーズンからJ2に所属するV・ファーレン長崎に加入が決まった。

### テゲバジャーロ宮崎
2024年シーズンはJ3に所属するテゲバジャーロ宮崎へ期限付き移籍することが決まった。12月6日、長崎・宮崎双方との契約満了が発表された。

## 所属クラブ
- 2016年 - 2017年 サガン鳥栖U-15
- 2018年 PLEASURE SC
- 2019年 - 2020年 セレッソ大阪U-18
  - 2020年10月 - 12月  セレッソ大阪（2種登録選手）[6]
- 2021年 - 2022年 東福岡高等学校
- 2023年 - 2024年  V・ファーレン長崎
  - 2024年  テゲバジャーロ宮崎(期限付き移籍)

## 個人成績
| 国内大会個人成績 | 国内大会個人成績 | 国内大会個人成績 | 国内大会個人成績 | 国内大会個人成績 | 国内大会個人成績 | 国内大会個人成績 | 国内大会個人成績 | 国内大会個人成績 | 国内大会個人成績 | 国内大会個人成績 | 国内大会個人成績 |
| 年度             | クラブ           | 背番号           | リーグ           | リーグ戦         | リーグ戦         | リーグ杯         | リーグ杯         | オープン杯       | オープン杯       | 期間通算         | 期間通算         |
| 年度             | クラブ           | 背番号           | リーグ           | 出場             | 得点             | 出場             | 得点             | 出場             | 得点             | 出場             | 得点             |
| 日本             | 日本             | 日本             | 日本             | リーグ戦         | リーグ戦         | リーグ杯         | リーグ杯         | 天皇杯           | 天皇杯           | 期間通算         | 期間通算         |
| ---------------- | ---------------- | ---------------- | ---------------- | ---------------- | ---------------- | ---------------- | ---------------- | ---------------- | ---------------- | ---------------- | ---------------- |
| 2020             | C大23            | 58               | J3               | 1                | 0                | -                | -                | -                | -                | 1                | 0                |
| 2023             | 長崎             | 26               | J2               | 0                | 0                | -                | -                | 1                | 0                | 1                | 0                |
| 2024             | 宮崎             | 23               | J3               | 8                | 0                | 1                | 0                | 0                | 0                | 9                | 0                |
| 通算             | 日本             | 日本             | J2               | 0                | 0                | -                | -                | 1                | 0                | 1                | 0                |
| 通算             | 日本             | 日本             | J3               | 9                | 0                | 1                | 0                | -                | -                | 10               | 0                |
| 総通算           | 総通算           | 総通算           | 総通算           | 9                | 0                | 1                | 0                | 1                | 0                | 11               | 0                |

- 2020年は2種登録選手